# Ellie Rugman
Pas d'image ? Cliquez ici

b Matchs officiels uniquement.
Ellie Rugman, née le 14 juin 1993, est une joueuse internationale anglaise de rugby à XV évoluant au poste de ailier.

## Biographie
Ellie Rugman naît le 14 juin 1993. En 2023, elle joue pour le club de Gloucester-Hartpury. Elle n'a encore aucune sélection en équipe d'Angleterre quand elle est retenue pour disputer le Tournoi des Six Nations.

## Palmarès
- Vainqueur du Championnat d'Angleterre en 2023 et 2024.